# بنيامين أزاماتي كواكو
بنيامين أزاماتي كواكو (مواليد 14 يناير 1998) هو عداء غاني،  متخصص في سباق 100 متر، حقق تاريخًا بتحطيمه الرقم القياسي الوطني بمقدار جزء من مائة من الثانية. الذي سجله ليو مايلز ميلز عام 1999 والذي صمد لمدة 22 عامًا في 26 مارس 2021 في تكساس بتسجيله 9.97 ثانية ليتأهل إلى دورة الألعاب الأولمبية الصيفية في الألعاب الأولمبية الصيفية 2020 في طوكيو، اليابان.
فاز بميدالية ذهبية في سباق التتابع 4 × 100 متر في ألعاب أفريقيا 2019 بالرباط. كما فاز بسباق 100 متر في بطولة الاتحاد الأفريقي لألعاب القوى مرتين.

## نشأته
وُلدت أزاماتي في 14 يناير 1998 لأبوين هما جون وفوستينا أزاماتي في أكيم أودا، غانا. كانت رياضته المفضلة أثناء نشأته هي كرة القدم، لكنه انتقل إلى ألعاب القوى أثناء حضوره مدرسة بريسبتيريان الثانوية للبنين في كوماسي أكرا حيث اكتشف أساتذة التربية البدنية موهبته في الجري.

## مسيرته الرياضية
اكتسب بنيامين أزاماتي-كواكو تجربته الدولية الأولى في دورة الألعاب الجامعية الصيفية 2019 في نابولي، حيث خرج من نصف نهائي سباق 100 متر بزمن قدره 10.54 ثانية، واستبعد من النهائي مع الفريق الغاني لسباق التتابع 4 × 100 متر. ثم وصل إلى نصف نهائي سباق 100 متر في دورة الألعاب الأفريقية بالرباط، حيث خرج بزمن قدره 10.43 ثانية. فاز بالميدالية الذهبية مع فريق الغاني ضمن سباق 4 × 100 متر تتابع محققًا رقمًا قياسيًا جديدًا في الألعاب بلغ 38.30 ثانية. هذا أهّله للانضمام إلى فريق التتابع في بطولة العالم في الدوحة، حيث لم يكن وقته البالغ 38.24 ثانية كافيًا للوصول إلى النهائي. في بطولة العالم لألعاب القوى للتتابع 2021 في خورزوف، بولندا، وصل إلى النهائي مع فريق التتابع 4 × 100 متر، تم إقصاؤه من التصفيات التمهيدية لسباق 100 متر في دورة الألعاب الأولمبية الصيفية 2020 في طوكيو بزمن قدره 10.13 ثانية. وصل إلى النهائي مع فريق التتابع، حيث تم استبعاده.
في عام 2022، عادل الرقم القياسي الغاني لسباق 200 متر داخل الصالات البالغ 20.57 ثانية، وفي مارس، حقق رقمًا قياسيًا وطنيًا جديدًا لسباق 100 متر في تكساس بزمن قدره 9.90 ثانية. في يوليو، تم إقصاؤه من الجولة الأولى لسباق 100 متر في بطولة العالم لألعاب القوى 2022 في يوجين بزمن قدره 10.18 ثانية واحتل المركز الخامس في النهائي بسباق التتابع 4 × 100 متر بزمن قدره 38.07 ثانية. ثم احتل المركز الرابع في سباق 100 متر في دورة ألعاب الكومنولث 2022 في برمنغهام بزمن قدره 10.16 ثانية وتم استبعاده من التتابع في التصفيات التمهيدية.
في دورة الألعاب الأفريقية في أكرا بزمن قدره 10.45 ثانية احتل المركز الخامس عام 2024 وفاز بالميدالية الفضية مع فريق التتابع بفارق 38.43 ثانية خلف الفريق النيجيري، إلى جانب إدوين غاداي وسولومون كويكو وجوزيف بول أمواه. في مايو ضمن مكانًا لفريق التتابع في دورة الألعاب الأولمبية الصيفية 2024 في باريس، في سباقات التتابع العالمية لألعاب القوى في جزر البهاما. هناك تم إقصاؤه في الدور نصف النهائي لسباق 100 متر بزمن قدره 10.17 ثانية وتم استبعاده مع فريق التتابع في الجولة التمهيدية.

## أفضل الأرقام الشخصية

### في الهواء الطلق
- 100 متر - 9.90 ثانية (اتجاه الرياح + 2.0 متر/ثانية، تكساس 2022)
- 200 متر - 20.13 ثانية (اتجاه الرياح + 1.1 متر/ثانية، تكساس 2021)

### داخلي
- 60 مترًا - 6.54 (ألباكركي 2022)
- 200 مترًا - 20.57 (تكساس 2022)

## الإنجازات

### البطولات الدولية
| السنة | المسابقة                          | المركز              | الحدث                         | الوقت       | المكان         |
| ----- | --------------------------------- | ------------------- | ----------------------------- | ----------- | -------------- |
| 2019  | الألعاب الأفريقية                 | الأول               | سباق التتابع 4 × 100 متر رجال | 38.30 ثانية | الرباط، المغرب |
| 2019  | بطولة العالم                      | الدورة الثالثة عشرة | سباق التتابع 4 × 100 متر رجال | 38.24 ثانية | الدوحة، قطر    |
| 2021  | بطولة العالم لألعاب القوى للتتابع | DQ                  | سباق التتابع 4 × 100 متر      | —           | خورزو، بولندا  |
| 2021  | أولمبياد صيف 2020                 | DQ                  | سباق التتابع 4 × 100 متر رجال | —           | طوكيو          |
| 2022  | ألعاب أوسلو إكسون موبيل بيسليت    | المركز الرابعة      | 100 متر                       | 10.15 ثانية | أوسلو          |
| 2022  | لقاء باريس-سانت-دينيس أريفا       | الثامن              | 200 متر                       | 20.77 ثانية | باريس          |
| 2022  | بطولة العالم لألعاب القوى 2022    | 29                  | 100 متر                       | 10.18 ثانية | أوريغون        |
| 2022  | بطولة العالم لألعاب القوى 2022    | المركز الخامس       | سباق التتابع 4 × 100 متر      | 38.07 ثانية | أوريغون        |
| 2022  | ألعاب الكومنولث                   | المركز الرابع       | 100 متر                       | 10.16 ثانية | برمنغهام       |